# Valle Spinti
La valle Spinti è una piccola valle percorsa dal torrente Spinti, tributario dello Scrivia. È divisa tra Piemonte e Liguria, tra la città metropolitana di Genova e la provincia di Alessandria. Rimane composta dai comuni di: Arquata Scrivia, Grondona, Roccaforte Ligure, Isola del Cantone e in piccola parte di Borghetto di Borbera.

## Monti

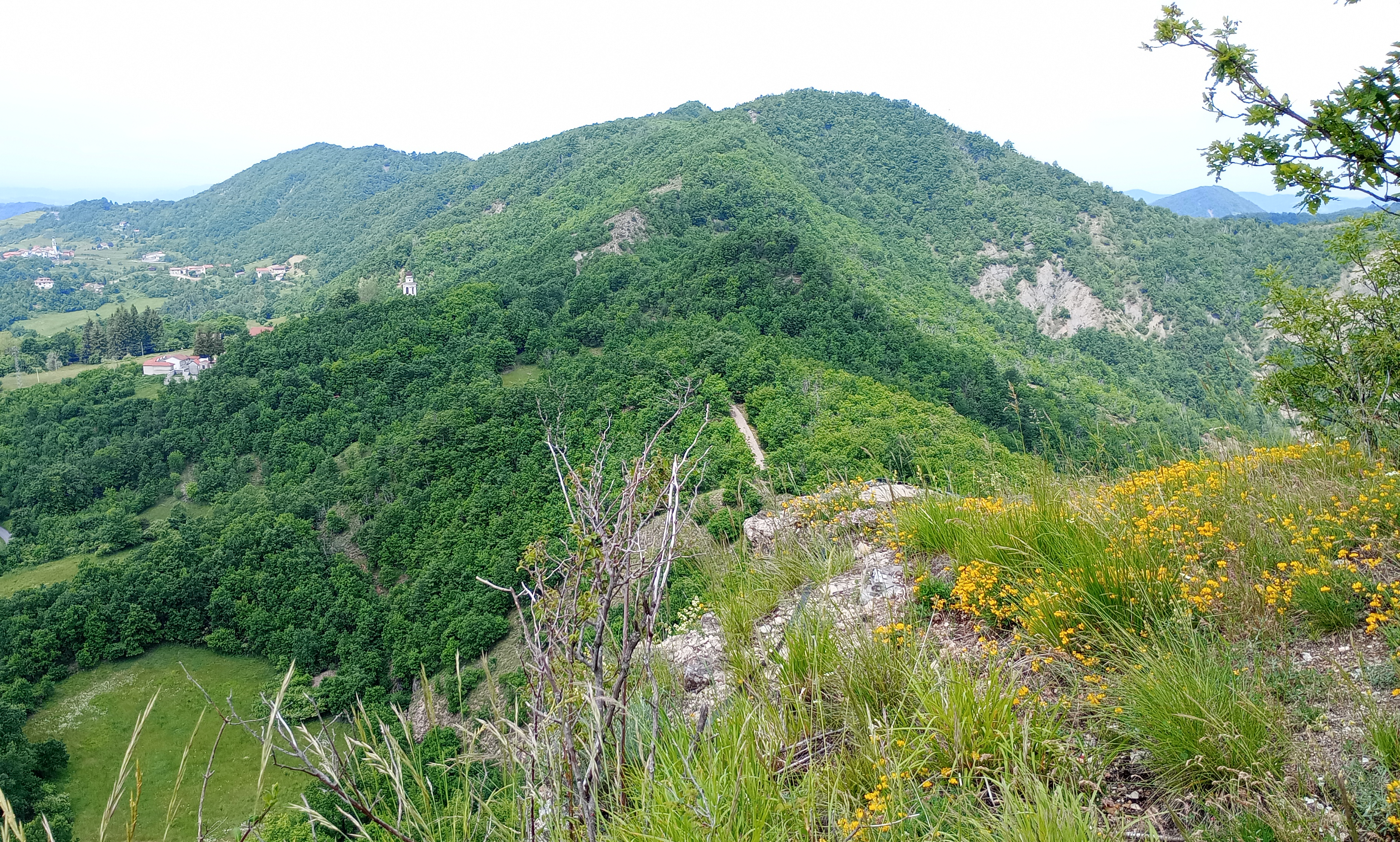
Il Monte Osesa, nei pressi di Roccaforte Ligure

I monti della valle Spinti si trovano soprattutto nell'alta valle, intorno ai mille metri, e sono:
- Bric delle Camere (1018 m) il monte più alto della valle da cui nasce lo Spinti;
- Monte Lerna (997 m);
- Bric Castellazzo (940 m);
- Monte Lerta (997 m);
- Monte Cagnola (888 m);
- Bric Campo delle Fave (875 m);
- Monte Eremita (807 m);
- Monte Crovo (759 m);
- Monte Lagonio (756 m);
- Monte Osesa (906 m);
- Poggio Bravi (748 m);
- Monte Rosso (837 m);
- Monte Castagnaro (780 m);
- Monte Grondona (480 m);
- Monte Eremita (807 m).

## Altri dati
- lunghezza valle: 15,5 km da Varinella (Arquata Scrivia) a Camere Vecchie (Roccaforte Ligure)
- larghezza massima valle: 8 km da Montessoro (Isola del Cantone) a Roccaforte Ligure
- altezza minima: 236 m alla foce dello Spinti nello Scrivia presso Varinella (Arquata Scrivia)
- altezza massima: 1.018 m del bric delle Camere
- frazione meno elevata: Varinella (Arquata Scrivia), 240 m d'altezza
- frazione più elevata: Camere Vecchie (Roccaforte Ligure), 788 m d'altezza

## Storia della valle Spinti
La storia della valle Spinti segue molto la storia della vicina val Borbera, fu a lungo dei marchesi di Gavi, poi divenne parte dei domini del vescovo di Tortona nel 1181, poi divenne luogo di lotta tra le famiglie Visconti del Ducato di Milano e i Fieschi della Repubblica di Genova, passando poi sotto controllo di questi ultimi fino al 1547. Passerà ai Doria, rimanendo parte della repubblica genovese fino alla parentesi napoleonica, nel 1815 col Congresso di Vienna la valle passò al Regno di Sardegna come parte della Liguria della provincia di Novi e in parte alla provincia di Genova. Nel 1859 metà valle passò al Piemonte sotto la provincia di Alessandria di cui seguì le sorti.

## Monumenti e luoghi d'interesse

### Castelli
- Castello di Grondona, costruito intorno al 1181, franò nel 1934, rimane solo il mastio.
- Castello Malaspina Rovere, in frazione Montessoro di Isola del Cantone, ma ancora in valle Spinti, rimangono ruderi e il torrione.

## Amministrazioni
Amministrativamente è divisa tra i comuni di:

### In Piemonte in provincia di Alessandria
- alcune frazioni di Arquata Scrivia:
  - Pessino (m 277)
  - Varinella (m 240)
- tutto il comune di Grondona (m 300) con le frazioni:
  - Chiapparolo (m 272)
  - Variana (m 310)
  - la Torrotta (m 313)
  - Rio delle Case (m 268)
  - Sezzella (m 440)
  - Lemmi (m 708)
  - Sasso (m 521)
  - Ca' di Lemmi (m 488)
- alcune frazioni di Roccaforte Ligure:
  - Riva (m 664)
  - Villa (m 698)
  - San Martino (m 725)
  - Ricò (m 732)
  - Corti (m 733)
- una frazione di Borghetto di Borbera:
  - Monteggio (m 618)

### In Liguria nella città metropolitana di Genova
- alcune frazioni di Isola del Cantone:
  - Piazzo (m 687)
  - Montessoro (m 594)
  - il Borgo
  - Cafforenga
  - Montecanne (m 774)